# Faraos Cigarer
 Denne artikel omhandler butikskæden og forlaget Faraos Cigarer, ikke at forveksle med tegneseriealbummet Faraos cigarer.
Faraos Cigarer er en dansk butikskæde med speciale i rollespil og tegneserier. Faraos Cigarer fungerer også som forlag.
Kæden har seks butikker i Indre By i København pr. 2023. På Vimmelskaftet 47-49 på Strøget ligger der en butik med tegneserier på dansk og engelsk, et tegneserieantivariat og en afdeling med Harry Potter. På Skindergade 14 ligger der en butik med blandt andet merchandise og retrofilm. I Skindergade 28 ligger der en butik med speciale i liverollespil og udklædning På den anden side af gaden i Skindergade 27 på hjørnet af Klosterstræde ligger der en butik, der beskæftiger sig med manga og anime mv. I Skindergade 31 ligger der en butik for bræt- og rollespil, blandt andet med Dungeons & Dragons som speciale. I Nørregade 6 på hjørnet af Dyrkøb ligger der en butik for kort- og figurspil, og hvor der også er et spillelokale.
Faraos Cigarer har desuden en butik med speciale i liverollespil, brætspil, og kortspil på Jernbanepladsen 63 i Lyngby. En butik på Lyngby Hovedgade 23 har et bredt udvalg af danske og amerikanske tegneserier samt manga.
1. juni 2019 indgik Dragons Lairs to butikker i Faraos Cigarer. Butikken i Odense flyttede samtidig til Klostervej 3, mens butikken i Aarhus blev på Amaliegade 21. Butikken i Odense har et bredt udvalg, mens butikken på Amaliegade i Aarhus især fokuserer på figurspil, rollespil mv. 10. oktober 2020 åbnedes yderligere en butik i Ryesgade 3 i Aarhus, der fokuserer på tegneserier af enhver slags samt merchandise.
Faraos Cigarer er Skandinaviens eneste distributør af Tintin-merchandise og har passende taget sit navn fra Tintin-tegneseriealbummet af samme navn.